# Медолюб-шилодзьоб західний
Медолюб-шилодзьоб західний (Acanthorhynchus superciliosus) — вид горобцеподібних птахів родини медолюбових (Meliphagidae).

## Поширення
Ендемік Австралії. Поширений на південно-західному куті Західної Австралії. Трапляється від міста Джуріен-Бей на південь до затоки Ізраеліт. Мешкає у відкритих лісах, чагарниках та пустках.

## Опис
Дрібний медолюб із тонким вигнутим дзьобом. Тіло завдвожки від 12 до 16 см, вагою 8-11 г. Самці трохи більші за самиць. Самець темно-оливково-сірий зверху з каштановою потилицею. Горло і груди каштанові, окантовані знизу білою та чорною смугами; живіт сірий. Він має білу брову і чорну маску, а також біле пір'я внизу хвоста, яке помітне під час польоту. Самиця тьмянішого забарвлення з блідо-рудою потилицею та сірими горлом і грудьми без окантовки.

## Спосіб життя
Живиться нектаром, переважно з квіток дерева Banksia ilicifolia. Годується в нижній частині крони, щоб уникнути конфліктів з більшими та агресивнішими медолюбами. Розмножується, переважно, з вересня по січень. Самиця будує чашоподібне гніздо з кори, трави, стебел рослин і пуху серед гілок низького куща або дерева. Відкладає 1-2 яйця. Пташенята годуються обома батьками і оперяються через 15 днів.